# 미시마후쓰카마치역
미시마후쓰카마치역(일본어: 三島二日町駅)은 일본 시즈오카현 미시마시에 있는 이즈하코네 철도 슨즈 선의 역이다.

## 역사
- 1932년 12월 15일: 영업 개시.

## 역 구조
단선 승강장 1면 1선의 지상역이다.
2006년 6월부터 역무원의 상주 시간이 연장되었으나 역무원이 상주하지는 않는다.
자동 매표기는 2대 설치되어 있지만 자동 개찰기가 설치되지 않았다.

### 승강장
| 1 | ■ 슨즈 선(하행) | 다이바・이즈나가오카・오히토・슈젠지 방면 |
| 1 | ■ 슨즈 선(상행) | 미시마 방면                               |

## 역 주변
- 요코하마 고무 미시마 공장
- 모리나가 제과 미시마 공장
- 미나미후쓰카마치 광장(시즈오카 현립 미시마미나미 고등학교 부지)
- 미시마 수영 클럽
- 노지마 미시마점
- 미시마 경찰서
- 국도 제1호선
- 국도 제136호선

## 인접역
| 이즈하코네 철도 ■ 슨즈 선     | 이즈하코네 철도 ■ 슨즈 선 | 이즈하코네 철도 ■ 슨즈 선 |
| ----------------------------- | ------------------------- | ------------------------- |
| IS03 미시마타마치 미시마 방면 |                           | 다이바 IS05 슈젠지 방면   |